# 젓새우상과
젓새우상과(Sergestoidea)는 참새우 상과 중의 하나이다. 2개 과로 이루어져 있다. 부유 생물의 일종으로 전세계 바다에서 발견된다. 어류와 두족류의 먹이가 된다.

## 하위 분류
- 창새우과 (Luciferidae) De Haan, 1849
- 젓새우과 (Sergestidae) Dana, 1852